# 九州・沖縄地方にある建造物の重要文化財一覧
九州・沖縄地方にある建造物の重要文化財一覧（きゅうしゅう・おきなわちほうにあるけんぞうぶつのじゅうようぶんかざいいちらん）は、重要文化財の建造物のうち、九州・沖縄地方にあるものの一覧である。
文化財保護法では重要文化財は大きく「建造物」と「美術工芸品」の2つの部に分かれているが、本記事では建造物のみを扱う。なお重要文化財のうち特に価値の高いものは国宝に指定されている。文化財保護法の規定では、国宝は重要文化財指定物件のうちから指定することとされている（同法第27条第2項）。
※当地方所在の重要文化財の美術工芸品については、九州・沖縄地方の重要文化財一覧を参照。
※「旧筑後川橋梁（筑後川昇開橋）」は、福岡県と佐賀県に跨って所在するため、両県の項に重複収録されている。

## 福岡県

### 北九州市・豊前
- 旧門司三井倶楽部 2棟〔北九州市門司区〕 
  - 本館
  - 附属屋
- 門司港駅（旧門司駅）本屋〔北九州市門司区〕
- 部埼灯台（へさきとうだい）2基、1棟〔北九州市門司区〕
  - 灯台
  - 旧官舎
  - 旧昼間潮流信号機
- 南河内橋〔北九州市八幡東区〕
- 旧松本家住宅（福岡県北九州市戸畑区一枝） 4棟〔北九州市戸畑区〕 
  - 洋館
  - 日本館
  - 壹號蔵
  - 弐號蔵
- 永沼家住宅（福岡県京都郡犀川町）〔京都郡みやこ町〕
- 旧数山家住宅（福岡県田川郡添田町）（きゅうすやまけじゅうたく）〔田川郡添田町〕
- 中島家住宅（福岡県田川郡添田町）〔田川郡添田町〕
- 英彦山神社銅鳥居（ひこさんじんじゃどうとりい）〔田川郡添田町〕
- 英彦山神社奉幣殿
- 若戸大橋〔北九州市〕

### 筑前
- 宗像神社辺津宮拝殿（むなかたじんじゃへつのみやはいでん）〔宗像市〕
- 宗像神社辺津宮本殿
- 横大路家住宅（福岡県糟屋郡新宮町）（よこおおじけじゅうたく）〔糟屋郡新宮町〕
- 旧志免鉱業所竪坑櫓（きゅうしめこうぎょうしょたてこうやぐら）〔糟屋郡志免町〕
- 香椎宮本殿（かしいぐうほんでん）〔福岡市東区〕
- 筥崎宮鳥居（はこざきぐうとりい）〔福岡市東区〕
- 筥崎宮拝殿
- 筥崎宮本殿
- 筥崎宮楼門
- 旧日本生命保険株式会社九州支店〔福岡市中央区〕 - 福岡市文学館（福岡市赤煉瓦文化館）
- 旧福岡県公会堂貴賓館〔福岡市中央区〕
- 福岡城南丸多聞櫓〔福岡市中央区〕
- 住吉神社本殿〔福岡市博多区〕
- 七重塔（石塔）〔太宰府市〕（桜町区所有）
- 太宰府天満宮本殿〔太宰府市〕
- 太宰府天満宮末社志賀社本殿
- 多宝千仏石幢（たほうせんぶつせきとう）〔太宰府市〕 - 九州国立博物館内
- 旧伊藤家住宅 7棟〔飯塚市〕
  - 主屋
  - 表物置
  - 道具蔵
  - 骨董蔵
  - 事務室
  - 書生室
  - 長屋門
- 普門院本堂〔朝倉市〕
- 岩屋神社 2棟〔朝倉郡東峰村〕
  - 本殿
  - 境内社熊野神社本殿
- 櫻井神社 3棟〔糸島市〕
  - 本殿
  - 拝殿
  - 楼門
- 高祖神社本殿 1棟〔糸島市〕
- 豊村酒造旧醸造場施設 12棟〔福津市〕
  - 主屋
  - 本座敷
  - 納戸蔵
  - 麹室
  - 酒蔵
  - 釜場
  - 仕込場及び酛取場
  - 槽倉
  - 試験室
  - 古酒倉（南）
  - 古酒倉（北）
  - 作業場

### 筑後
- 平川家住宅（福岡県浮羽郡浮羽町） 2棟〔うきは市〕 
  - 主屋
  - 納屋
- 今村天主堂〔三井郡大刀洗町〕
- 高良大社（こうらたいしゃ） 2棟〔久留米市〕 
  - 本殿、幣殿、拝殿（1棟）
  - 大鳥居
- 善導寺 8棟〔久留米市〕 - 明細は善導寺 (久留米市)参照
- 有馬家霊屋 5棟〔久留米市〕 - 梅林寺参照
  - 梅林院霊屋
  - 春林院霊屋
  - 春林院位牌廟
  - 長壽院位牌廟
  - 瓊林院位牌廟
- 旧筑後川橋梁（筑後川昇開橋）〔佐賀県佐賀市・福岡県大川市〕
- 旧吉原家住宅（福岡県大川市小保）（きゅうよしわらけじゅうたく）〔大川市〕
- 風浪神社五重塔（ふうろうじんじゃごじゅうのとう）（石塔）〔大川市〕
- 風浪神社本殿
- 松延家住宅（福岡県八女市立花町）（まつのぶけじゅうたく）〔八女市立花町〕
- 早鐘眼鏡橋（はやがねめがねばし）〔大牟田市〕
- 三井石炭鉱業株式会社三池炭鉱宮原坑施設（ - みいけたんこうみやのはらこうしせつ） 1棟1基〔大牟田市〕 - 三井三池炭鉱参照
  - 第二竪坑巻揚機室
  - 第二竪坑巻櫓

## 佐賀県
- 旧筑後川橋梁（筑後川昇開橋）〔佐賀県佐賀市・福岡県大川市〕
- 佐賀城鯱の門及び続櫓（さがじょうしゃちのもんおよびつづきやぐら）（1棟）〔佐賀市〕
- 山口家住宅（佐賀県佐賀郡川副町）〔佐賀市〕
- 与賀神社三の鳥居及び石橋 2基〔佐賀市〕
- 与賀神社楼門
- 吉村家住宅（佐賀県佐賀郡富士町）〔佐賀市〕
- 川打家住宅（佐賀県多久市西多久町）（かわうちけじゅうたく）〔多久市〕
- 多久聖廟〔多久市〕
- 旧高取家住宅 2棟〔唐津市〕
  - 居室棟
  - 大広間棟
- 田嶋神社本殿〔伊万里市〕
- 旧田代家西洋館〔西松浦郡有田町〕
- 武雄温泉新館及び楼門 2棟〔武雄市〕
- 土井家住宅（佐賀県杵島郡大町町）〔杵島郡大町町〕
- 西岡家住宅（佐賀県藤津郡塩田町）〔嬉野市〕

## 長崎県

### 長崎市
- 大浦天主堂〔長崎市南山手町〕 - 国宝
- 大野教会堂〔長崎市下大野町〕
- 旧オルト住宅（長崎県長崎市南山手町） 3棟〔長崎市南山手町〕 - グラバー園参照
  - 主屋
  - 附属屋
  - 倉庫
- 旧グラバー住宅（長崎県長崎市南山手町） 2棟〔長崎市南山手町〕 - グラバー園参照
  - 主屋
  - 附属屋
- 旧出津救助院（きゅうしつきゅうじょいん） 3棟、土地〔長崎市西出津町〕
  - 授産場
  - マカロニ工場
  - 鰯網工場
- 旧唐人屋敷門〔長崎市寺町〕 - 興福寺（長崎市所有）
- 旧長崎英国領事館 3棟〔長崎市大浦町〕
  - 本館
  - 附属屋
  - 職員住宅
- 旧長崎税関下り松派出所（きゅうながさきぜいかんさがりまつはしゅつじょ）〔長崎市松ヶ枝町〕 - 長崎市歴史民俗資料館分館
- 旧香港上海銀行長崎支店〔長崎市松ヶ枝町〕
- 旧本田家住宅（長崎県長崎市中里町）〔長崎市中里町〕
- 旧羅典神学校（きゅうらてんしんがっこう）〔長崎市南山手町〕
- 旧リンガー住宅（長崎県長崎市南山手町）〔長崎市南山手町〕 - グラバー園内
- 清水寺本堂（きよみずでらほんどう）〔長崎市鍛冶屋町〕
- 興福寺本堂（大雄宝殿）〔長崎市寺町〕
- 出津教会堂（しつきょうかいどう） 1棟、土地〔長崎市西出津町〕
- 聖福寺 4棟〔長崎市玉園町〕 
  - 大雄宝殿
  - 天王殿
  - 鐘楼
  - 山門
- 崇福寺護法堂（関帝堂又観音堂）〔長崎市鍛冶屋町〕
- 崇福寺三門（楼門）
- 崇福寺鐘鼓楼
- 崇福寺第一峰門（そうふくじだいいっぽうもん） - 国宝
- 崇福寺大雄宝殿（そうふくじだいゆうほうでん） - 国宝
- 崇福寺媽姐門（そうふくじまそもん）
- 東山手十二番館 2棟〔長崎市東山手〕
  - 主屋
  - 附属屋
- 眼鏡橋〔長崎市魚の町・古川町〕
- 本河内水源地水道施設 2所1基、土地〔長崎市本河内〕
  - 高部堰堤
  - 高部配水地
  - 低部堰堤

### 長崎県その他
- 旧鍋島家住宅 5棟〔雲仙市〕 - 国見神代小路歴史文化公園鍋島邸参照
  - 主屋
  - 座敷
  - 隠居棟
  - 土蔵
  - 長屋門
- 眼鏡橋〔諫早市〕
- 旧佐世保無線電信所（針尾送信所）施設 3基2棟〔佐世保市〕 - 針尾送信所参照
  - 無線塔（3基）
  - 電信室
  - 油庫（ゆこ）
- 黒島天主堂〔佐世保市〕
- 西海橋〔佐世保市・西海市〕
- 幸橋〔平戸市〕
- 田平天主堂（たびらてんしゅどう）〔平戸市〕
- 青砂ヶ浦天主堂（あおさがうらてんしゅどう）〔南松浦郡新上五島町〕
- 頭ヶ島天主堂（かしらがじまてんしゅどう） 1棟、土地〔南松浦郡新上五島町〕
- 江上天主堂 1棟、土地〔五島市〕
- 旧五輪教会堂〔五島市〕
- 主藤家住宅（長崎県下県郡厳原町）（すとうけじゅうたく）〔対馬市〕

## 熊本県
- 祇園橋〔天草市〕
- 青井阿蘇神社 5棟〔人吉市〕 - 国宝
  - 本殿
  - 廊
  - 幣殿
  - 拝殿
  - 楼門
- 岩屋熊野座神社 5棟1基〔人吉市〕
  - 中央殿
  - 左殿
  - 右殿
  - 拝殿
  - 覆屋
  - 鳥居
- 老神神社（おいかみじんじゃ） 2棟〔人吉市〕
  - 本殿
  - 拝殿及び神供所
- 山田大王神社 2棟〔球磨郡山江村〕
  - 本殿
  - 拝殿及び神供所
- 十島菅原神社 2棟〔球磨郡相良村〕
  - 本殿
  - 拝殿
- 桑原家住宅（熊本県球磨郡錦町）〔球磨郡錦町〕
- 太田家住宅（熊本県球磨郡多良木町）〔球磨郡多良木町〕
- 青蓮寺阿弥陀堂（しょうれんじあみだどう）〔球磨郡多良木町〕
- 八勝寺阿弥陀堂〔球磨郡湯前町〕
- 明導寺阿弥陀堂〔球磨郡湯前町〕 - 城泉寺所在
- 明導寺九重石塔（城泉寺九重石塔） - 同上
- 明導寺七重石塔（城泉寺七重石塔） - 同上
- 生善院観音堂〔球磨郡水上村〕
- 旧郡築新地甲号樋門（きゅうぐんちくしんちこうごうひもん）〔八代市〕
- 十三重塔〔八代市〕 - 現在十一重（個人所有）
- 三角旧港（三角西港）施設 5所4基〔宇城市〕 - 明細は三角港参照
- 霊台橋（れいたいきょう）〔下益城郡美里町〕
- 通潤橋〔上益城郡山都町〕- 国宝[1]
- 旧第五高等中学校 3棟〔熊本市〕 - 熊本大学五高記念館、第五高等学校 (旧制)参照
  - 本館
  - 化学実験場
  - 表門
- 熊本城 13棟〔熊本市〕 - 明細は熊本城参照
- 熊本大学工学部（旧熊本高等工業学校）旧機械実験工場〔熊本市〕 - 工学部研究資料館
- 細川家舟屋形〔熊本市〕 - （永青文庫所有、熊本市立熊本博物館所在）
- 六殿神社楼門（ろくでんじんじゃろうもん）〔熊本市〕
- 三井石炭鉱業株式会社三池炭鉱旧万田坑施設 4棟1基1郭〔荒尾市〕 - 明細は三井三池炭鉱参照
- 旧玉名干拓施設 7所〔玉名市〕
  - 末広開潮受堤防
  - 明丑開潮受堤防
  - 明豊開潮受堤防
  - 大豊開潮受堤防
  - 末広開東三枚戸樋門
  - 末広開西三枚戸樋門
  - 末広開二枚戸樋門
- 旧境家住宅（旧所在 熊本県玉名郡玉東町）〔玉名郡和水町〕
- 八千代座〔山鹿市〕
- 江藤家住宅（熊本県菊池郡大津町） 5棟、土地〔菊池郡大津町〕
  - 主屋
  - 長屋門
  - 中の蔵
  - 馬屋
  - 裏門
- 阿蘇神社 6棟〔阿蘇市〕 - 明細は阿蘇神社参照
- 吉田松花堂 9棟、土地〔熊本市〕
  - 主屋
  - 十五畳
  - 大玄関
  - 書院
  - 茶室
  - 旧御浴室及び御便所
  - 下台所
  - 土蔵
  - 表門

## 大分県
- 大野老松天満社旧本殿（おおのおいまつてんまんしゃきゅうほんでん）〔日田市〕
- 旧矢羽田家住宅（大分県日田郡大山町）（きゅうやはたけじゅうたく）〔日田市〕
- 行徳家住宅（大分県日田市夜明）（ぎょうとくけじゅうたく）〔日田市〕
- 草野家住宅（大分県日田市豆田町） 4棟、土地〔日田市〕
  - 主屋
  - 座敷蔵
  - 北蔵
  - 隠宅蔵
- 長福寺本堂〔日田市〕
- 神尾家住宅（大分県下毛郡山国町）〔中津市〕
- 薦神社神門（こもじんじゃしんもん）〔中津市〕
- 宇佐神宮本殿 3棟〔宇佐市〕 - 国宝
- 善光寺本堂〔宇佐市〕
- 龍岩寺奥院礼堂〔宇佐市〕
- 富貴寺大堂（ふきじおおどう）〔豊後高田市〕 - 国宝
- 岩戸寺宝塔（いわとじほうとう）〔国東市〕
- 照恩寺宝塔〔国東市〕
- 泉福寺開山堂〔国東市〕
- 泉福寺仏殿
- 長木家宝塔（ちょうきけほうとう）〔国東市〕
- 宝塔〔国東市〕 - 釜ヶ迫国東塔（個人所有）
- 財前家宝塔〔杵築市〕
- 田原家五重塔（たわらけごじゅうのとう）（石塔）〔杵築市〕
- 宝塔〔杵築市〕 - 石丸宝塔
- 旧成清家日出別邸 5棟、土地〔速見郡日出町〕 - 的山荘参照
  - 主屋
  - 東離れ
  - 北離れ
  - 土蔵
  - 正門
- 旧日野医院 3棟〔由布市〕
  - 本館
  - 病棟
  - 離れ
- 白水溜池堰堤水利施設（はくすいためいけえんていすいりしせつ） 2基〔竹田市〕
  - 主堰堤
  - 副堰堤
- 後藤家住宅（大分県大分郡野津原町）〔大分市〕
- 柞原八幡宮（ゆすはらはちまんぐう） 10棟〔大分市〕 - 明細は柞原八幡宮参照
- 九重塔（石塔）〔臼杵市〕（個人所有）
- 五輪塔 2基〔臼杵市大字中尾字ホキ〕 - 中尾五輪塔（個人所有）
- 五輪塔〔臼杵市野津町〕 - 備後尾五輪塔
- 宝篋印塔〔臼杵市〕 - 日吉塔（満月寺境内）
- 虹澗橋（こうかんきょう）〔臼杵市・豊後大野市〕
- 神角寺本堂〔豊後大野市〕
- 願成院本堂（愛染堂）（がんじょういんほんどう（あいぜんどう））〔竹田市〕
- 耶馬溪橋〔中津市〕

## 宮崎県
- 旧綱ノ瀬橋梁及び第三五ヶ瀬川橋梁（だいさんごかせがわきょうりょう） 2基〔延岡市、日之影町〕
- 高千穂神社本殿〔西臼杵郡高千穂町〕
- 那須家住宅（宮崎県東臼杵郡椎葉村）〔東臼杵郡椎葉村〕
- 神門神社本殿（みかどじんじゃほんでん）〔東臼杵郡美郷町〕
- 赤木家住宅（宮崎県児湯郡都農町） 3棟、土地〔児湯郡都農町〕
  - 主屋
  - 蔵
  - 納屋
- 旧黒木家住宅（旧所在 宮崎県西諸県郡高原町） 2棟〔宮崎市〕 - 宮崎県総合博物館民家園
  - おもて
  - なかえ
- 巨田神社本殿（こたじんじゃほんでん）〔宮崎市〕
- 旧藤田家住宅（旧所在 宮崎県西臼杵郡五ヶ瀬町）〔宮崎市〕 - 宮崎県総合博物館民家園
- 興玉神社内神殿（こだまじんじゃないしんでん）〔都城市〕
- 旧吉松家住宅5棟、土地〔串間市〕
  - 主屋
  - 内蔵
  - 物置
  - 外風呂
  - 外蔵
- 日高家住宅 2棟、土地〔延岡市〕
  - 主屋
  - 燻製室
- 鞍埼灯台 1基〔日南市〕[2]

## 鹿児島県
- 祁答院家住宅（鹿児島県大口市里）（けどういんけじゅうたく） 3棟〔伊佐市〕 
  - おもて
  - なかえ
  - うすにわ
- 箱崎神社本殿〔伊佐市〕
- 八幡神社本殿〔伊佐市〕
- 旧増田家住宅 4棟〔薩摩川内市〕
  - おもて
  - なかえ
  - 石蔵
  - 浴室便所
- 鹿児島旧港施設 3所〔鹿児島市〕 - 鹿児島港参照
  - 新波止
  - 一丁台場
  - 遮断防波堤
- 旧鹿児島紡績所技師館〔鹿児島市〕
- 旧集成館機械工場〔鹿児島市〕 - 尚古集成館
- 霧島神宮 本殿・幣殿・拝殿 1棟〔霧島市〕 - 国宝
  - 登廊下
  - 勅使殿
- 二階堂家住宅（鹿児島県肝属郡高山町） 2棟〔肝属郡肝付町〕 
  - おもて
  - なかえ
- 古市家住宅（鹿児島県熊毛郡中種子町） 1棟、土地〔熊毛郡中種子町〕
- 泉家住宅（鹿児島県大島郡笠利町） 3棟、土地〔奄美市〕
  - おもて
  - とぉごら
  - くら
- 鹿児島神宮 3棟〔霧島市〕
  - 本殿及び拝殿
  - 勅使殿
  - 摂社四所神社本殿

## 沖縄県
- 大宜味村役場旧庁舎〔国頭郡大宜味村〕
- 瀬底土帝君（せそことていくん）〔国頭郡本部町〕
- 津嘉山酒造所施設（つかやましゅぞうしょしせつ） 2棟、土地〔名護市〕
  - 主屋
  - 麹屋
- 中村家住宅（沖縄県中頭郡北中城村） 5棟、土地〔中頭郡北中城村〕 
  - 主屋
  - あさぎ
  - 前の屋　
  - 籾倉　
  - ふーる
- 喜友名泉（ちゅんなーがー ）〔宜野湾市〕
- 新垣家住宅（沖縄県那覇市壺屋）（あらかきけじゅうたく） 4棟、土地〔那覇市〕
  - 主屋
  - 作業場
  - 離れ
  - 登窯
- 伊江御殿墓（沖縄県那覇市首里石嶺町）（いえうどぅんばか）〔那覇市〕
- 旧円覚寺放生橋（きゅうえんかくじほうじょうばし）〔那覇市〕
- 旧崇元寺第一門及び石牆（きゅうそうげんじだいいちもんおよびせきしょう）（1棟）〔那覇市〕
- 園比屋武御嶽石門（そのひゃんうたきいしもん）〔那覇市〕
- 玉陵（たまうどぅん） 5棟〔那覇市〕 - 国宝
  - 墓室（東室）
  - 墓室（中室）
  - 墓室（西室）
  - 石牆（外周石牆）
  - 石牆（中央石牆）
- 天女橋（てんにょばし）〔那覇市〕
- 仲村渠樋川（なかんだかりひーじゃー）〔南城市〕
- 銘苅家住宅（沖縄県島尻郡伊是名村）（めかるけじゅうたく） 1棟、土地〔島尻郡伊是名村〕
- 玉御殿 2棟、土地〔島尻郡伊是名村〕
  - 墓室
  - 石牆
- 高良家住宅（沖縄県島尻郡座間味村）（たからけじゅうたく） 1棟、土地〔島尻郡座間味村〕
- 旧仲里間切蔵元石牆（きゅうなかざとまぎりくらもとせきしょう）〔島尻郡久米島町〕
- 上江洲家住宅（沖縄県島尻郡具志川村）（うえずけじゅうたく） 2棟、土地〔島尻郡久米島町〕
  - 主屋
  - 前の屋
- 豊見親墓（沖縄県平良市字西仲宗根）（とぅゆみゃはか） 3基〔宮古島市〕
  - 仲宗根豊見親の墓
  - 知利真良豊見親の墓
  - あとんま墓
- 旧宮良殿内（沖縄県石垣市大川）（きゅうみやらどぅんち） 1棟、土地〔石垣市〕
- 旧和宇慶家墓（沖縄県石垣市字大川宇志原）（きゅうわうけいけはか）〔石垣市〕
- 権現堂〔石垣市〕 - 桃林寺 (石垣市)
- 旧与那国家住宅 1棟、土地〔八重山郡竹富町〕